# Olszynka (Karkonosze)
Olszynka (niem. Bärflosshübel, 616 m n.p.m.) – szczyt w Karkonoszach, w obrębie Śląskiego Grzbietu.
Olszynka położona jest w północnej, dolnej części Śląskiego Grzbietu, w bocznym ramieniu, odchodzącym ku północy od Śląskich Kamieni przez Hutniczy Grzbiet i zakończonym Olszynką. Znajduje się on na wschód od Jagniątkowa i na zachód od Przesieki.
Od zachodu opływa ją Sopot, od wschodu Ziębnik, a od północy bezimienny dopływ Ziębnika.
Zbudowana jest z granitu karkonoskiego. Zachodnia część masywu jest porośnięta lasami, szczyt odkryty.

## Szlaki turystyczne
Pod Olszynką przechodzi szlak turystyczny:
- prowadzący Drogą pod Reglami ze Szklarskiej Poręby do Jagniątkowa i dalej przez Zachełmie do Przesieki.